# The Power / Kanashiki Heaven (Single Version)
Singles de °C-ute
Kokoro no Sakebi o Uta ni Shitemita / Love Take It All
(2014) I Miss You / The Future
(2014)
The Power / Kanashiki Heaven (Single Version) (The Power/悲しきヘブン(Single Version)) est le 25e single "major" (et 31e single au total) du groupe Cute.

## Présentation
Le single, écrit, composé et produit par Tsunku, sort le 16 juillet 2014 au Japon sur le label zetima, quatre mois après le précédent single du groupe, Kokoro no Sakebi o Uta ni Shitemita / Love Take It All. Comme lui, c'est un single "double face A", le quatrième du groupe, contenant deux chansons principales (The Power, et une version de Kanashiki Heaven sous-titrée "Single Version") et leurs versions instrumentales. Il atteint la 3e place du classement des ventes hebdomadaire de l'oricon.
Il sort en deux éditions régulières notées "A" et "B", avec des pochettes différentes, ainsi qu'en quatre éditions limitées notées "A", "B", "C", et "D" avec des pochettes différentes et un DVD différent en supplément. L'ordre des titres est inversé sur la moitié des éditions : les éditions régulière "A" et limitées "A" et "C" débutent par The Power (dont le titre est écrit de façon prohéminente sur leurs couvertures) avec des DVD consacrés à cette chanson, tandis que les éditions régulière "B" et limitées "B" et "D" débutent par Kanashiki Heaven (Single Version) (dont le titre est de même écrit de façon prohéminente sur leurs couvertures) avec des DVD consacrés à cette chanson.
Cette dernière chanson est une nouvelle version de Kanashiki Heaven parue deux ans auparavant en "face B" du single Aitai Aitai Aitai na ; des versions alternatives étaient déjà parues sur les éditions limitées du single Crazy Kanzen na Otona sorti en 2013.
Les deux chansons figureront sur le prochain album du groupe, Cmaj9 qui sortira un an et demi plus tard.

## Formation
Membres du groupe créditées sur le single :
- Maimi Yajima
- Saki Nakajima
- Airi Suzuki
- Chisato Okai
- Mai Hagiwara

## Liste des titres
CD de l'édition régulière A
1. The Power (4:03)
2. Kanashiki Heaven (Single Version) (悲しきヘブン...?) (4:01)
3. The Power [Instrumental] (4:03)
4. Kanashiki Heaven (Single Version) [Instrumental] (悲しきヘブン...?)

CD de l'édition régulière B
1. Kanashiki Heaven (Single Version) (悲しきヘブン...?) (4:01)
2. The Power (4:03)
3. Kanashiki Heaven (Single Version) [Instrumental] (悲しきヘブン...?) (4:01)
4. The Power [Instrumental] (4:03)

CD des éditions limitées A et C
1. The Power
2. Kanashiki Heaven (Single Version) (悲しきヘブン...?)
3. The Power [Instrumental]
4. Kanashiki Heaven (Single Version) [Instrumental] (悲しきヘブン...?)

DVD de l'édition limitée A
1. The Power (Music Video)

DVD de l'édition limitée C
1. The Power (Dance Shot Ver.)
2. The Power (Jacket / MV Satsuei Making Eizō) (... ジャケット・MV撮影メイキング映像?) (Making of)

CD des éditions limitées B et D
1. Kanashiki Heaven (Single Version) (悲しきヘブン...?)
2. The Power
3. Kanashiki Heaven (Single Version) [Instrumental] (悲しきヘブン...?)
4. The Power [Instrumental]

DVD de l'édition limitée B
1. Kanashiki Heaven (Single Version) (Music Video) (悲しきヘブン...?)

DVD de l'édition limitée D
1. Kanashiki Heaven (Single Version) (Dance shot Ver.) (悲しきヘブン...?)
2. Kanashiki Heaven (Single Version) (Jacket / MV Satsuei Making Eizō) (... ジャケット・MV撮影メイキング映像?) (Making of)